# Petra Marklund
Petra Linnea Paula Marklund, född 12 september 1984 i Nacka församling, Stockholms län, är en svensk artist och låtskrivare. Hon var tidigare känd under artistnamnet September och hade under 2000-talet en internationellt framgångsrik karriär med bland annat låtarna "La, La, La (Never Give It Up)" och "We Can Do It". 2006 års "Cry for You" sålde guld i USA. 
2010 fick hon stora svenska listframgångar med "Mikrofonkåt", en insjungning av Petters låt som lanserades via TV-programmet Så mycket bättre. 
2012 började Petra Marklund sjunga på svenska och under eget namn. Åren 2014 och 2015 hade hon programledaransvaret för Allsång på Skansen.

## Biografi
Petra Marklund växte upp i Älta. Hon skivdebuterade redan som 14-åring, då UFO Records 1998 gav ut singeln "Birdie Num Num"; hon presenterades då under namnet Berdie.
Två år senare kom hennes första album Teen Queen, utgivet under Petra Marklund.

### September
Under namnet September slog hon igenom 2003 med låten "La, La, La (Never Give It Up)". Även låtarna "We Can Do It" (2003), "September All Over" (2004), "Satellites" (2005), "Looking for Love" (2005), "Cry for You" (2006) och "Can't Get Over" (2007) blev listframgångar i Sverige och i utlandet. Låtarna är skrivna av Jonas von der Burg, Niclas von der Burg och Anoo Bhagavan och producerade av Jonas von der Burg. 2008 medverkade hon i låten "Breathe" tillsammans med det tyska syntpopbandet Schiller. Under dessa år publicerades de engelskspråkiga albumen September (2004), In Orbit (2004), Dancing Shoes (2007) och Love CPR (2011).
Hösten 2010 medverkade September i underhållningsprogrammet Så mycket bättre i TV4. Där framförde hon i ett av programmets avsnitt en cover av och hyllning till låten "Mikrofonkåt" som ursprungligen gjorts av den svenska rapparen Petter. Framträdandet blev mycket uppmärksammat.
Septembers version av låten rönte därefter stora framgångar på den svenska singellistan (sorterar under Sverigetopplistan), och den spelades flitigt i svenska kommersiella radiokanaler. September framförde låten tillsammans med originalartisten Petter under kampsportsgalan K-1 Rumble of the Kings i Stockholm, den 27 november 2010. Låten finns även i engelsk version – "Me & My Microphone".

### Senare år

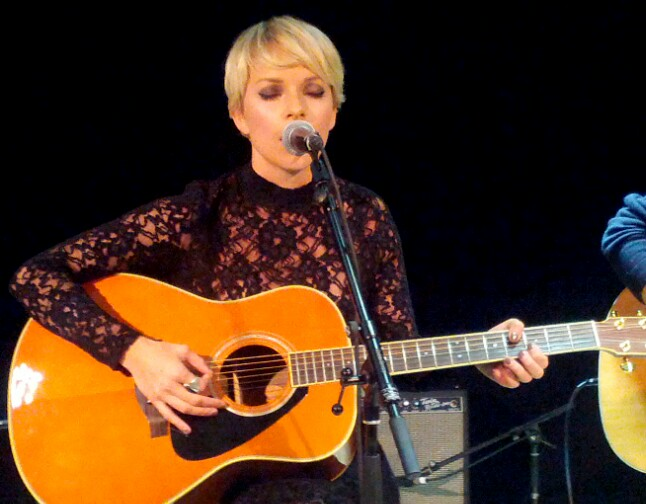
Petra Marklund 2012.

Inför nästa albumlansering hösten 2012 – Inferno – bytte hon artistnamn till sitt födelsenamn Petra Marklund och meddelade att hon fokuserar på sång på svenska. Första singeln "Händerna mot himlen" är skriven av Jocke Berg från Kent. Den slutade på 1:a plats på Digilistan den 30 september 2012.
Den 20 december 2013 stod det klart att Marklund blev den nya programledaren för Allsång på Skansen från och med sommaren 2014. Under sista allsångskvällen för 2015 meddelande Marklund att hon inte skulle fortsätta som programledare nästkommande säsong. Samma år släpptes albumet Ensam är inte stark.
10 februari 2018 sjöng Marklund den klassiska schlagern "En tuff brud i lyxförpackning" som mellanakt i Melodifestivalen.
Hösten 2020 presenterade hon EP:n Maneter. Bland de fyra låtarna finns singlarna "Djur" och "Panna mot panna (Forever Young)". Musiken kännetecknades denna gång av syntpop. Alla låtarna återkom på albumet Frimärken, släppt i juni 2021 och med låttexter som nu även var skrivna ur erfarenheten som förälder eller som små noveller. Kompositörer till låtarna var i första hand Peter Kvint, Josefine Lindstrand och Katharina Grubmuller (även producent). Flera kritiker tyckte att de lugnare låtarna var de bästa på albumet.
Våren 2021 tillkännagavs att Petra Marklund samarbetade med Pantamera i deras årliga musikvideokampanj. Låten som tagits fram heter "Kärleken ska gå runt" och menas av Pantamera vara en hyllning till Moder jord och livet som går runt. Musikvideon, i vilken Marklund uppträder på en "planet" byggd av 8 946 pet-flaskor, visades under året regelbundet i svensk tv-reklam.
Augusti 2023 framträdde Marklund med årets Stockholm Pride-låt "Ocean of Love" i Allsång på Skansen.

## Diskografi

### Studioalbum / EP
- 2000 – Teen Queen
- 2004 – September
- 2005 – In Orbit
- 2007 – Dancing Shoes
- 2011 – Love CPR
- 2012 – Inferno
- 2015 – Ensam inte stark
- 2020 – Maneter (EP)
- 2021 – Frimärken

### Singlar
| År   | Titel                                            | List- position | Antal sålda ex.         |
| ---- | ------------------------------------------------ | -------------- | ----------------------- |
| 2003 | "La La La" (Never Give It Up)                    | 8              |                         |
| 2003 | "We Can Do It"                                   | 10             |                         |
| 2004 | "September All Over"                             | 8              |                         |
| 2005 | "Satellites"                                     | 4              | Platina 40 000 ex.      |
| 2005 | "Looking for Love"                               | 17             |                         |
| 2006 | "Flowers On the Grave"                           | ej plac.       |                         |
| 2006 | "It Doesn't Matter"                              | ej plac.       |                         |
| 2006 | "Cry for You"                                    | 1              | Guld 15 000 ex.         |
| 2007 | "Can't Get Over"                                 | 5              |                         |
| 2007 | "Until I Die"                                    | 5              |                         |
| 2008 | "Because I Love You"                             | 43             |                         |
| 2010 | "Resuscitate Me"                                 | 45             |                         |
| 2010 | "Mikrofonkåt"                                    | 1              | 8 x Platina 400 000 ex. |
| 2010 | "Baksmälla"                                      | 3              | Platina 60 000 ex.      |
| 2010 | "Kärlekens tunga"                                | 6              | Platina 60 000 ex.      |
| 2011 | "Party in my head"                               | 32             |                         |
| 2012 | "Händerna mot himlen"                            | 1              | 3 x Platina 120 000 ex. |
| 2015 | "Det som händer i Göteborg (stannar i göteborg)" | ej plac.       |                         |
| 2015 | "Som du bäddar"                                  | ej plac.       |                         |

## TV-framträdanden
- Bingolotto, 9 februari 2008
- Förkväll, 2 februari 2007
- Så ska det låta, 1 maj 2009
- Så mycket bättre, 8 avsnitt hösten 2010
- Dom kallar oss artister, 14 mars 2011
- Allsång på Skansen, 28 juni 2011
- Sommarkrysset, 23 juli 2011
- Lotta på Liseberg, 8 augusti 2011
- Nyhetsmorgon, 4 november 2012
- Svenska idrottsgalan, 14 januari 2013[21]
- Allsång på Skansen, 6 augusti 2013
- På spåret, 14 februari 2014
- Allsång på Skansen, programledare 2014–2015
- Skavlan, 25 september 2015
- Melodifestivalen (mellanakt), 10 februari 2018
- Allsång på Skansen, 3 juli 2018
- Så mycket bättre, 19 oktober 2019[22]
- En kväll för Marie Fredriksson (SVT), 25 januari 2020[23]
- Allsång på Skansen, 8 augusti 2023